# جيمس ديرينغ
جيمس ديرينغ (بالإنجليزية: James Deering) هو شخصية أعمال أمريكي، ولد في 1859 في مين في الولايات المتحدة، وتوفي في 1925 في SS City of Paris (1920) ‏ في المملكة المتحدة.